# انجيلوس يوهان دانيال ايبينوس

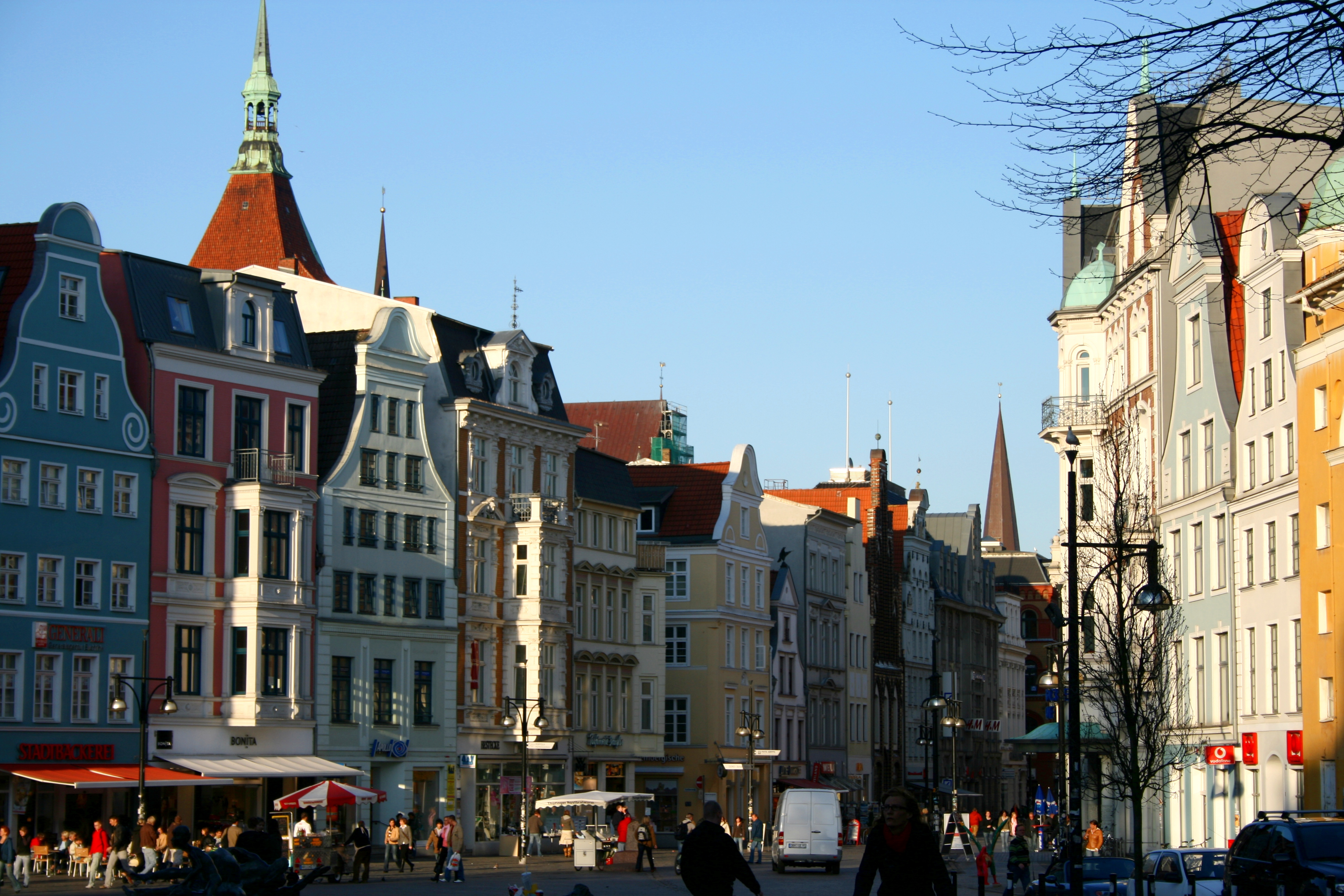
هانسستادت روستوك

انجيلوس يوهان دانيال ايبينوس (بالألمانية: Angelius Johann Daniel Aepinus)‏ (*10 أيار 1718 في روستوك ,†28 شباط 1784 في روستوك)كان فيلسوفًا ألمانيًا وبروفسورًا
كان والده فرانتز البيرت ايبينوس (1673-1750) بروفسورًا وعميدًا لجامعة روستوك و والدته انييس دروكس (1687-1736) ابنة تاجرِ من نبلاء مكلنبورغ. درس الإلهيات والقانون في جامعتا روستوك وجينا